# Марк Ітон
Марк Ітон (англ. Mark Eaton; 24 січня 1957 — 28 травня 2021) — американський професійний баскетболіст. Виступав за клуб НБА «Юта Джаз» з 1982 по 1994 рік. Позиція — центровий, номер — 53.

## Кар'єра в НБА
Марк Ітон був вибраний «Джаз» під 72 номером на драфті 1982. Уже в дебютному сезоні Ітон проявив свої вміння захисника, записавши в свій актив 275 блокшотів. Цей результат став новим клубним рекордом. А за кількістю блокшоків у середньому за гру Ітон вже у дебютному сезоні посів третю сходинку у НБА.
У другому своєму сезоні в НБА Ітон покращив попереднє досягнення, виконавши 351 блокшот. Він впевнено посів першу сходинку за кількістю блокшотів за сезон.
В історію ввійшов третій сезон кар'єри Ітона. В цьому сезоні він встановив рекорд НБА за кількістю блокшотів (456 за сезон). Виконуючи в середньому 5.56 блокшотів за гру, Ітон вдвічі випередив найближчого переслідувача за цим показником. Ітона також було названо захисником року в НБА. Вдруге цю нагороду Ітон одержав в сезоні 1988-89. У цьому сезоні Ітон також взяв участь у матчі всіх зірок НБА.
В наступних сезонах показники Ітона поступово пішли на спад, хоч він і залишався чудовим захисником. У своєму останньому сезоні Марк взяв участь лише в 64 іграх.
На даний час Ітону належить рекорд НБА за кількістю блокшотів в середньому за гру упродовж кар'єри (3.50); за загальною кількістю блокшотів за кар'єру в НБА (3064) він посідає другу сходинку після Каріма Абдул-Джаббара, на рахунку котрого 3189 блокшотів.